# Фельдмаршал (Велика Британія)

Погон фельдмаршала Британської армії

Фельдма́ршал (англ. Field Marshal (United Kingdom) — найвище військове звання (чин) у Британській армії.
Військове звання фельдмаршал вище за звання генерала та дорівнює званням маршал Королівських повітряних сил та адмірал флоту.

## Історія
Військове звання фельдмаршала було засноване в 1736 році королем Великої Британії Георгом II як найвище військове звання в сухопутних військах країни. Вперше воно було надане 12 січня 1736 шотландському графу та воєначальникові Джорджу Дуглас-Гамільтону. До кінця свого правління Георг ІІ присвоїв звання ще 10 воєначальникам Британської імперії. Пізніше були засновані подібні фельдмаршальські звання у флоті (Адмірал флоту) та у 20 столітті в авіації (маршал Королівських повітряних сил).
Наступник Георга II Георг III присвоїв звання фельдмаршала одному воєначальнику на третій рік свого царювання, але потім припинив таку практику на 30 років. Можливо, свою роль зіграло німецьке походження звання «фельдмаршала», що на той час вважалося як німецький вплив на британські традиції. Тільки в 1793 році, з початком воєн проти революційної Франції, присвоєння цього звання відновилися. Крім присвоєння його вищим воєначальникам, фельдмаршальські звання часто присвоювалися британським монархам і особам королівської крові. Досить часто звання фельдмаршала присвоювалося також монархам інших держав з політичних міркувань. Остання обставина стала причиною історичних казусів. Так, у Першу світову війну британські армії билися проти військ британських фельдмаршалів німецького імператора Вільгельма II і імператора Австро-Угорщини Франца Йосифа I. Повторилася така ситуація і у Другій світовій війні, тоді противником британської армії стала армія британського фельдмаршала імператора Японії Хірохіто.
Після Другої світової війни склалася традиція, що у мирний час звання фельдмаршала може бути присвоєне тільки начальнику Штабу оборони Великої Британії (при призначенні на цю посаду) та начальник Генерального Штабу Великої Британії (при виході з цієї посади у відставку). У лютому 1996 року було оголошено, що відтепер присвоєння звань фельдмаршала, адмірала флоту і маршала Королівських повітряних сил може проводитися тільки у воєнний час. Разом з цим, 16 червня 2012 звання фельдмаршала Великої Британії було присвоєне принцу Чарльзу та колишньому начальнику Штабу оборони Великої Британії генералу Чарльзу Гатрі. У червні 2014 року колишній начальник штабу оборони лорд Майкл Вокер також отримав звання почесного фельдмаршала.

## Список фельдмаршалів Великої Британії
| Ім'я та титули                                    | Полк (частина)                                                      | Зображення (фото)                | Народився          | Помер             | Дата присвоєння звання |
| ------------------------------------------------- | ------------------------------------------------------------------- | -------------------------------- | ------------------ | ----------------- | ---------------------- |
| Джордж Дуглас-Гамільтон                           | Королівський шотландський піхотний полк                             | George Douglas-Hamilton          | 9 лютого 1666      | 29 січня 1737     | 12 січня 1736          |
| Джон Кемпбелл                                     | Піхотний полк графа Аргайльського                                   | John Campbell                    | 10 жовтня 1678     | 4 жовтня 1743     | 14 січня 1736          |
| Річард Бойл                                       | Гвардійський кінний полк                                            | Richard Boyle                    | 1674               | 20 грудня 1740    | 2 липня 1739           |
| Франсуа де Ларошфуко Монтандре                    | —                                                                   | François de La Rochefoucauld     | вересень 1672      | 11 серпня 1739    | 2 липня 1739           |
| Джон Далрімпл                                     | 26-й Камеронівський піхотний полк                                   | John Dalrymple                   | 20 липня 1673      | 9 травня 1747     | 18 березня 1742        |
| Річард Темпл                                      | Королівський Ворикширський полк                                     | Richard Temple                   | 24 жовтня 1669     | 14 вересня 1749   | 14 грудня 1742         |
| Джордж Вейд                                       | 10-й Північно-Лінкольнівський піхотний полк                         | George Wade                      | 1673               | 14 березня 1748   | 14 грудня 1742         |
| Роберт Річ                                        | Гвардійський гренадерський полк                                     |                                  | 3 липня 1685       | 1 лютого 1768     | 28 листопада 1757      |
| Річард Молсворт                                   | Королівський шотландський піхотний полк                             | Richard Molesworth               | 1680               | 12 жовтня 1758    | 29 листопада 1757      |
| Джон Лігоне                                       | 10-й Північно-Лінкольнівський піхотний полк                         | John Ligonier                    | 7 листопада 1680   | 28 квітня 1770    | 30 листопада 1757      |
| Джеймс О'Хара                                     | 39-й Дорсетширський піхотний полк                                   | James O'Hara                     | 1690               | 14 липня 1773     | 1 червня 1763          |
| Генрі Сеймур Конвей                               | 5-й Королівський Ірландський полк уланів                            | Henry Seymour Conway             | 1721               | 9 липня 1794      | 12 жовтня 1793         |
| Вільям Генрі, герцог Глостерський та Единбурзький | 13-й Сомерсетський піхотний полк                                    | Prince William Henry             | 25 листопада 1743  | 25 серпня 1805    | 12 жовтня 1793         |
| Джордж Говард                                     | 24-й Південно-Уельський піхотний полк                               | George Howard                    | 17 червня 1720     | 16 липня 1796     | 12 жовтня 1793         |
| Фредерік, герцог Йоркський                        | Гвардійський гренадерський полк                                     | Prince Frederick                 | 16 серпня 1763     | 5 січня 1827      | 10 лютого 1795         |
| Джон Кемпбелл, 5-й герцор Аргайл                  | Королівський шотландський полк фузилерів                            | John Campbell                    | червень 1723       | 24 травня 1806    | 30 липня 1796          |
| Джефрі Емгерст                                    | Гвардійський гренадерський полк                                     | Jeffery Amherst                  | 29 січня 1717      | 3 серпня 1797     | 30 липня 1796          |
| Джон Гріффін                                      | Гвардійський шотландський полк                                      | Jeffery Amherst                  | 13 березня 1719    | 25 травня 1797    | 30 липня 1796          |
| Штадхолм Годсон                                   | Гвардійський гренадерський полк                                     | Studholme Hodgson                | 1708               | 20 жовтня 1798    | 30 липня 1796          |
| Георг Тауншенд                                    | 7-й Її Величності гусарський кінний полк                            | George Townshend                 | 28 лютого 1724     | 14 вересня 1807   | 30 липня 1796          |
| Фредерік Кавендиш                                 | Гвардійський Колдстрімський полк                                    |                                  | серпень 1729       | 21 жовтня 1803    | 30 липня 1796          |
| Чарльз Леннокс                                    | Гвардійський Колдстрімський полк                                    | Charles Lennox                   | 22 лютого 1735     | 29 грудня 1806    | 30 липня 1796          |
| Едуард Август                                     | Королівський Лондонський полк фузилерів                             | Prince Edward                    | 2 листопада 1767   | 23 грудня 1820    | 5 вересня 1805         |
| Артур Веллслі                                     | 73-й Пертширський піхотний полк                                     | Arthur Wellesley                 | 1 травня 1769      | 14 вересня 1852   | 21 червня 1813         |
| Ернст Август I                                    | —                                                                   | Ernest Augustus I                | 5 червня 1771      | 18 листопада 1851 | 6 листопада 1813       |
| Адольф Фредерік                                   | Ганноверська гвардія                                                | Prince Adolphus                  | 24 лютого 1774     | 8 липня 1850      | 26 листопада 1813      |
| Вільям Фредерік                                   | Гвардійський шотландський полк                                      | Prince William Frederick         | 15 січня 1776      | 30 листопада 1834 | 24 травня 1816         |
| Леопольд I (король Бельгії)                       | Чоловік принцеси Шарлотти Аугусти Уельської; пізніше король Бельгії | Leopold I                        | 16 грудня 1790     | 10 грудня 1865    | 24 травня 1816         |
| Чарльз Мур                                        | 12-й Королівський полк уланів принца Уельського                     |                                  | 29 червня 1730     | 22 грудня 1821    | 19 липня 1821          |
| Вільям Харкорт                                    | Гвардійський гренадерський полк                                     | William Harcourt                 | 20 березня 1743    | 17 червня 1830    | 19 липня 1821          |
| Алуред Кларк                                      | 50-й Її Величності піхотний полк                                    | Alured Clarke                    | 24 листопада 1745  | 16 вересня 1832   | 22 липня 1830          |
| Самуель Галс                                      | Гвардійський гренадерський полк                                     | Samuel Hulse                     | 27 березня 1746    | 1 січня 1837      | 22 липня 1830          |
| Альберт Саксен-Кобург-Готський                    | Чоловік Королеви Вікторії                                           | Prince Albert                    | 26 серпня 1819     | 14 грудня 1861    | 8 лютого 1840          |
| Віллем II                                         | —                                                                   | William II                       | 6 грудня 1792      | 17 березня 1849   | 28 липня 1845          |
| Джордж Наджент                                    | 39-й Дорсетширський піхотний полк                                   | George Nugent                    | 10 червня 1757     | 11 березня 1849   | 9 листопада 1846       |
| Томас Гросвенор                                   | Гвардійський гренадерський полк                                     |                                  | 30 травня 1764     | 20 січня 1851     | 9 листопада 1846       |
| Генрі Вільям Педжет                               | 80-й Стаффордширський добровольчий піхотний полк                    | Henry Paget                      | 17 травня 1768     | 29 квітня 1854    | 9 листопада 1846       |
| Фіцрой Джеймс Сомерсет                            | 4-й Її Величності кінний полк гусар                                 | FitzRoy Somerse                  | 30 вересня 1788    | 28 червня 1855    | 5 листопада 1854       |
| Степлтон Коттон                                   | Королівський Уельський полк фузилерів                               | Stapleton Cotton                 | 14 листопада 1773  | 21 лютого 1865    | 2 жовтня 1855          |
| Джон Бінг                                         | 33-й піхотний полк                                                  | Stapleton Cotton                 | 1772               | 3 червня 1860     | 2 жовтня 1855          |
| Генрі Гардінґ                                     | Королівський полк рейнджерів                                        | Henry Hardinge                   | 30 березня 1785    | 24 вересня 1856   | 2 жовтня 1855          |
| Джон Кольборн                                     | Ланкаширський полк фузилерів                                        | John Colborne                    | 16 лютого 1778     | 17 квітня 1863    | 1 квітня 1860          |
| Едвард Блакені                                    | 99-й піхотний полк                                                  | Edward Blakeney                  | 26 березня 1778    | 2 серпня 1868     | 9 листопада 1862       |
| Г'ю Гоф                                           | Сифортський гірський піхотний полк                                  | Hugh Gough                       | 3 листопада 1779   | 2 березня 1869    | 9 листопада 1862       |
| Принц Джордж, герцог Кембриджський                | 12-й Королівський полк уланів принца Уельського                     | Prince George                    | 26 березня 1819    | 17 березня 1904   | 9 листопада 1862       |
| Колін Кемпбелл                                    | 9-й Іст-Норфолкський піхотний полк                                  | Colin Campbell                   | 20 жовтня 1792     | 14 серпня 1863    | 9 листопада 1862       |
| Александр Вудфорд                                 | 9-й Іст-Норфолкський піхотний полк                                  |                                  | 15 червня 1782     | 26 серпня 1870    | 1 січня 1868           |
| Вільям Мейнард Гомм                               | 9-й Східно-Норфолкський піхотний полк                               | William Gomm                     | 10 листопада 1784  | 15 березня 1875   | 1 січня 1868           |
| Г'ю Далримпл Росс                                 | Королівський полк артилерії                                         | Hew Ross                         | 5 липня 1779       | 10 грудня 1868    | 1 січня 1868           |
| Джон Фокс Бергойн                                 | Корпус королівських інженерів                                       | John Burgoyne                    | 24 липня 1782      | 7 жовтня 1871     | 1 січня 1868           |
| Джордж Поллок                                     | Бенгальська піхотна артилерія                                       | George Pollock                   | 4 червня 1786      | 6 жовтня 1872     | 24 травня 1870         |
| Джон Форстер Фіцджеральд                          | —                                                                   |                                  | 1785               | 24 березня 1877   | 29 травня 1875         |
| Джордж Хей                                        | Гвардійський гренадерський полк                                     | George Hay                       | 1 лютого 1787      | 10 жовтня 1876    | 29 травня 1875         |
| Едуард VII                                        | —                                                                   | Edward VII                       | 9 листопада 1841   | 6 травня 1910     | 29 травня 1875         |
| Вільям Роуен                                      | 52-й Оксфордширський піхотний полк                                  |                                  | 18 червня 1789     | 26 вересня 1879   | 2 червня 1877          |
| Чарльз Йорк                                       | 35-й Королівський Сассекський піхотний полк                         |                                  | 7 грудня 1790      | 20 листопада 1880 | 2 червня 1877          |
| Г'ю Роуз                                          | 93-й Сазерлендський гірський піхотний полк                          | Hugh Rose                        | 6 квітня 1801      | 16 жовтня 1885    | 2 червня 1877          |
| Роберт Нейпір                                     | Бенгальська інженерна група                                         | Robert Napier                    | 6 грудня 1810      | 14 січня 1890     | 1 січня 1883           |
| Патрік Грант                                      | 11-й Бенгальський тубільний піхотний полк                           |                                  | 11 вересня 1804    | 28 березня 1895   | 24 червня 1883         |
| Джон Мічел                                        | 64-й піхотний полк                                                  | John Michel                      | 1 вересня 1804     | 23 травня 1886    | 27 березня 1886        |
| Річард Дакрес                                     | Королівський полк артилерії                                         |                                  | 1799               | 6 грудня 1886     | 27 березня 1886        |
| Вільям Паулет                                     | 85-й піхотний полк                                                  |                                  | 7 липня 1804       | 9 травня 1893     | 10 липня 1886          |
| Джордж Бінгхем                                    | 6-й піхотний полк                                                   | George Bingham                   | 16 квітня 1800     | 10 листопада 1888 | 21 червня 1887         |
| Лінторн Сіммонс                                   | Корпус королівських інженерів                                       | Lintorn Simmons                  | 12 лютого 1821     | 14 лютого 1903    | 21 травня 1890         |
| Фредерік Хейнс                                    | Королівський Його Величності Ланкастерський піхотний полк           | Frederick Haines                 | 10 серпня 1819     | 11 червня 1909    | 21 травня 1890         |
| Дональд Стюарт                                    | 9-й Бенгальський тубільний піхотний полк                            | Donald Stewart                   | 1 березня 1824     | 26 березня 1900   | 26 травня 1894         |
| Гарнет Волслі                                     | Саффолкський піхотний полк                                          | Garnet Wolseley                  | 4 червня 1833      | 25 березня 1913   | 26 травня 1894         |
| Фредерік Робертс                                  | Бенгальська піхотна артилерія                                       | Frederick Roberts                | 30 вересня 1832    | 14 листопада 1914 | 25 травня 1895         |
| Едуард Саксен-Веймар-Ейзенахський                 | 67-й Саут-Гемпширський піхотний полк                                | Prince Edward                    | 11 жовтня 1823     | 16 листопада 1902 | 22 червня 1897         |
| Невіл Боулз Чемберлен                             | 55-й Бенгальський тубільний піхотний полк                           |                                  | 10 січня 1820      | 18 лютого 1902    | 25 квітня 1900         |
| Вільгельм II                                      | —                                                                   | Wilhelm II                       | 27 січня 1859      | 4 червня 1941     | 27 січня 1901          |
| Генрі Вайлі Норман                                | 1-й Бенгальський тубільний піхотний полк                            | Henry Norman                     | 2 грудня 1826      | 26 жовтня 1904    | 26 червня 1902         |
| Артур Вільям Патрик Альберт                       | Корпус королівських інженерів                                       | Prince Arthur                    | 1 травня 1850      | 16 січня 1942     | 26 червня 1902         |
| Генрі Івлін Вуд                                   | 13-й кінний полк гусар                                              | Evelyn Wood                      | 9 лютого 1838      | 2 грудня 1919     | 8 квітня 1903          |
| Джордж Стюарт Вайт                                | 27-й Інніскілінський піхотний полк                                  | George White                     | 6 липня 1835       | 24 червня 1912    | 8 квітня 1903          |
| Франц Йосиф I                                     | —                                                                   | Franz Joseph I                   | 18 серпня 1830     | 21 листопада 1916 | 1 вересня 1903         |
| Френсіс Ґренфелл                                  | Його Величності Королівський стрілецький корпус                     | Francis Grenfell                 | 29 квітня 1841     | 27 січня 1925     | 11 квітня 1908         |
| Чарльз Генрі Браунлоу                             | 51-й Сикхський прикордонний піхотний полк                           |                                  | 12 грудня 1831     | 5 квітня 1916     | 20 червня 1908         |
| Герберт Кітченер                                  | Корпус королівських інженерів                                       | Herbert Kitchener                | 24 червня 1850     | 5 червня 1916     | 10 вересня 1909        |
| Георг V                                           | —                                                                   | George V                         | 3 червня 1865      | 20 січня 1936     | 7 травня 1910          |
| Пол Метьюен                                       | Гвардійський шотландський полк                                      | Paul Methuen                     | 1 вересня 1845     | 30 жовтня 1932    | 19 червня 1911         |
| Вільям Ніколсон                                   | Корпус королівських інженерів                                       | William Nicholson                | 2 березня 1845     | 13 вересня 1918   | 19 червня 1911         |
| Джон Френч                                        | 8-й Його Величності Королівський Ірландський гусарський кінний полк | John French                      | 28 вересня 1852    | 22 травня 1925    | 3 червня 1913          |
| Микола II                                         | —                                                                   | Nicholas II                      | 6 (18) травня 1868 | 17 липня 1918     | 1 січня 1916           |
| Дуглас Гейґ                                       | 7-й Її Величності гусарський кінний полк                            | Douglas Haig                     | 19 червня 1861     | 29 січня 1928     | 1 січня 1917           |
| Чарльз Егертон                                    | 31-й Гантінгдонширський піхотний полк                               |                                  | 10 листопада 1848  | 20 лютого 1921    | 16 березня 1917        |
| Імператор Тайсьо                                  | —                                                                   | Taishō                           | 31 серпня 1879     | 25 грудня 1926    | 1 січня 1918           |
| Фердинанд Фош                                     | —                                                                   | Ferdinand Foch                   | 2 жовтня 1851      | 20 березня 1929   | 19 липня 1919          |
| Герберт Пламер                                    | Йорксько-Ланкастерський піхотний полк                               | Herbert Plumer                   | 13 березня 1857    | 16 липня 1932     | 31 липня 1919          |
| Едмунд Алленбі                                    | 6-й Інніскілінський кінний полк драгун                              | Edmund Allenby                   | 23 квітня 1861     | 14 травня 1936    | 31 липня 1919          |
| Генрі Вілсон                                      | Стрілецька бригада (Його Високості)                                 | Henry Wilson                     | 5 травня 1864      | 22 червня 1922    | 31 липня 1919          |
| Вільям Робертсон                                  | 3-й Принца Уельського Гвардійський кінний полк драгунів             | William Robertson                | 29 січня 1860      | 12 лютого 1933    | 29 березня 1920        |
| Артур Баррет                                      | 44-й Іст-Ессекський піхотний полк                                   |                                  | 3 червня 1857      | 20 жовтня 1926    | 12 квітня 1921         |
| Альберт I                                         | —                                                                   | Albert I                         | 8 квітня 1875      | 17 лютого 1934    | 4 липня 1921           |
| Вільям Бірдвуд                                    | Королівський шотландський полк фузилерів                            | William Birdwood                 | 13 вересня 1865    | 17 травня 1951    | 20 березня 1925        |
| Джейкоб Клод                                      | Вустерширський піхотний полк                                        | Claud Jacob                      | 21 листопада 1863  | 2 червня 1948     | 30 листопада 1926      |
| Джордж Мілн                                       | Королівський полк артилерії                                         |                                  | 5 листопада 1866   | 23 березня 1948   | 30 січня 1928          |
| Альфонсо XIII                                     | —                                                                   | Alfonso XIII                     | 17 травня 1886     | 28 лютого 1941    | 3 червня 1928          |
| Хірохіто                                          | —                                                                   | Hirohito                         | 29 квітня 1901     | 7 січня 1989      | 26 червня 1928         |
| Джуліан Бінг                                      | Його Величності Королівський стрілецький корпус                     | Julian Byng                      | 11 вересня 1862    | 6 червня 1935     | 17 липня 1932          |
| Фредерік Ламберт                                  | Гвардійський гренадерський полк                                     | Frederick Lambart                | 16 жовтня 1865     | 28 серпня 1946    | 31 жовтня 1932         |
| Філіп Четвуд                                      | Оксфордширсько-Бакінгемширський піхотний полк                       | Philip Chetwode                  | 21 вересня 1869    | 6 липня 1950      | 13 лютого 1933         |
| Арчібальд Монтгомері-Массінгберд                  | Королівський полк артилерії                                         | Archibald Montgomery-Massingberd | 6 грудня 1871      | 13 жовтня 1947    | 7 червня 1935          |
| Едуард VIII                                       | —                                                                   | Edward VIII                      | 23 червня 1894     | 28 травня 1972    | 21 січня 1936          |
| Сиріл Деверелл                                    | Вест-Йоркширський принца Уельського піхотний полк                   |                                  | 9 листопада 1874   | 12 травня 1947    | 15 травня 1936         |
| Георг VI                                          | —                                                                   | George VI                        | 14 грудня 1895     | 6 лютого 1952     | 12 грудня 1936         |
| Едмунд Айронсайд                                  | Королівський полк артилерії                                         | Edmund Ironside                  | 6 травня 1880      | 22 вересня 1959   | 20 липня 1940          |
| Ян Смутс                                          | —                                                                   | Jan Smuts                        | 24 травня 1870     | 11 вересня 1950   | 24 травня 1941         |
| Джон Ділл                                         | Ленстерський принца Уельського піхотний полк                        | John Dill                        | 25 грудня 1881     | 4 листопада 1944  | 18 листопада 1941      |
| Джон Стендіш Ґорт                                 | Гвардійський гренадерський полк                                     | John Vereker                     | 10 липня 1886      | 31 березня 1946   | 1 січня 1943           |
| Арчибальд Вейвелл                                 | Королівський Блеквотчський гірський піхотний полк                   | Archibald Wavell                 | 5 травня 1883      | 24 травня 1950    | 1 січня 1943           |
| Алан Френсіс Брук                                 | Королівський полк артилерії                                         | Alan Brooke                      | 23 липня 1883      | 17 червня 1963    | 1 січня 1944           |
| Александер Гаролд                                 | Ірландський Гвардійський піхотний полк                              | Harold Alexander                 | 10 грудня 1891     | 16 червня 1969    | 4 червня 1944          |
| Бернард Монтгомері                                | Королівський Ворикширський полк                                     | Bernard Montgomery               | 17 листопада 1887  | 24 березня 1976   | 1 вересня 1944         |
| Генрі Мейтленд Вілсон                             | Стрілецька бригада (Його Високості)                                 | Henry Maitland Wilson            | 5 вересня 1881     | 31 грудня 1964    | 29 грудня 1944         |
| Клод Окінлек                                      | 62-й Пенджабський піхотний полк                                     | Claude Auchinleck                | 21 червня 1884     | 23 березня 1981   | 1 червня 1946          |
| Вільям Слім                                       | Королівський Ворикширський полк                                     | William Slim                     | 6 грудня 1891      | 14 грудня 1970    | 4 січня 1948           |
| Томас Блемі                                       | —                                                                   | Thomas Blamey                    | 24 січня 1884      | 27 травня 1951    | 8 червня 1950          |
| Філіп                                             | —                                                                   | Prince Philip                    | 10 червня 1921     | 9 квітня 2021     | 15 січня 1953          |
| Джон Гардінг                                      | Сомерсетський легкий піхотний полк                                  | John Harding                     | 10 лютого 1896     | 20 січня 1989     | 21 липня 1953          |
| Генрі                                             | Його Величності Королівський стрілецький корпус                     | Prince Henry                     | 31 березня 1900    | 10 червня 1974    | 31 березня 1955        |
| Джеральд Темплер                                  | Королівський Ірландський полк фузилерів                             | Gerald Templer                   | 11 вересня 1898    | 25 жовтня 1979    | 27 листопада 1956      |
| Френсіс Фестінг                                   | Стрілецька бригада (Його Високості)                                 | Francis Festing                  | 28 серпня 1902     | 3 серпня 1976     | 1 вересня 1960         |
| Махендра                                          | —                                                                   |                                  | 11 червня 1920     | 31 січня 1972     | 17 жовтня 1962         |
| Хайле Селассіє I                                  | —                                                                   | Haile Selassie I                 | 23 липня 1892      | 27 серпня 1975    | 20 січня 1965          |
| Річард Халл                                       | 17-й/21-й полк лансьєрів                                            |                                  | 7 травня 1907      | 17 вересня 1989   | 8 лютого 1965          |
| Джеймс Кассельс                                   | Сифортський гірський піхотний полк                                  |                                  | 28 лютого 1907     | 13 грудня 1996    | 29 лютого 1968         |
| Джеффрі Бейкер                                    | Королівський полк артилерії                                         |                                  | 20 червня 1912     | 8 травня 1980     | 31 січня 1971          |
| Майкл Карвер                                      | Королівський танковий полк                                          |                                  | 24 квітня 1915     | 9 грудня 2001     | 18 липня 1973          |
| Роланд Гіббс                                      | Його Величності Королівський стрілецький корпус                     |                                  | 22 червня 1921     | 31 жовтня 2004    | 13 липня 1979          |
| Бірендра                                          | —                                                                   |                                  | 28 грудня 1945     | 1 червня 2001     | 18 листопада 1980      |
| Едвін Брамалл                                     | Його Величності Королівський стрілецький корпус                     | Edwin Bramall                    | 18 грудня 1923     | 12 листопада 2019 | 1 січня 1982           |
| Джон Вілфред Стайнер                              | 7-й Її Величності гусарський кінний полк                            |                                  | 6 жовтня 1925      | 10 листопада 2007 | 10 липня 1985          |
| Найджел Багналл                                   | Грін-Говардський піхотний полк                                      |                                  | 10 лютого 1927     | 8 квітня 2002     | 9 вересня 1988         |
| Річард Вінсент                                    | Королівський полк артилерії                                         |                                  | 23 серпня 1931     | 8 вересня 2018    | 2 квітня 1991          |
| Джон Чаппл                                        | 2-й Його Величності Короля Едварда VII гуркхський стрілецький полк  |                                  | 27 травня 1931     | 25 березня 2022   | 14 лютого 1992         |
| Принц Едвард, герцог Кентський                    | Королівський шотландський кінний полк                               | Prince Edward                    | 9 жовтня 1935      |                   | 11 червня 1993         |
| Пітер Індж                                        | Грін-Говардський піхотний полк                                      | Peter Inge                       | 5 серпня 1935      |                   | 15 березня 1994        |
| Чарльз III                                        | —                                                                   | Charles, Prince of Wales         | 14 листопада 1948  |                   | 16 червня 2012         |
| Чарльз Гатрі                                      | Гвардійський Уельський піхотний полк                                |                                  | 17 листопада 1938  |                   | 16 червня 2012         |
| Майкл Вокер                                       | Королівський Англійський полк                                       |                                  | 7 липня 1944       |                   | 13 червня 2014         |